# Jean XX
 (mars 2013).
Si vous disposez d'ouvrages ou d'articles de référence ou si vous connaissez des sites web de qualité traitant du thème abordé ici, merci de compléter l'article en donnant les références utiles à sa vérifiabilité et en les liant à la section « Notes et références ».
Jean XX (Jean 20 / vingt) est un nom de pape fictif qui ne figure donc pas dans les listes de papes.

## Histoire
Dans l'Annuario pontificio (Annuaire papal), la liste officielle des papes selon le Vatican, aucun n'apparaît aux nom et numéro de Jean XX, ni en tant que pape ni même comme antipape, y compris alors dans des listes autres moins officielles d'antipapes. Pourtant, un tel pape aurait dû régner en toute logique entre Jean XIX (pape de 1024 à 1032) et Jean XXI (pape en 1276 et 1277) ou bien ce dernier aurait dû se voir attribuer le numéro en chiffres romains "XX" de règne en tant que pape (sur)nommé "Jean".
L'absence de "Jean XX" de ladite liste de papes s'explique par une erreur de décompte des précédents papes ainsi prénommés Jean. Au XIIe siècle s'est développée une tradition erronée faisant succéder au souverain pontife de 983 et 984 Jean XIV un nouveau pape Jean, ce qui a fait décaler leur numérotation d'une unité, et cela conforté par le fait que "Pedro Juliao Hispanus" a pris plus tard les nom et numéro de "Jean XXI" lors de son élection au trône pontifical de 1276.[réf. souhaitée]
Il est toutefois évoqué parfois un antipape Jean XX : dans la première moitié du XIe siècle, le pape Benoît IX revient à Rome grâce à sa puissante famille, mais craignant de ne pouvoir se maintenir contre la haine populaire, il vend le pontificat audit antipape Jean XX qu’il couronne de ses mains. Seulement, ce « pape Jean » n'est en réalité qu'un certain "Jean Gratien" élu finalement sous les nom et numéro de "Grégoire VI".

## Légendes et fantaisie
Dans des milieux antipapistes dont notamment au sein de l'Église anglicane, des interprétations légendaires et fantaisistes de ce décalage de numérotation sont données (cf. Légendes entourant la papauté (en)). 
Dans l'ouvrage de fantasy  de James Branch Cabell Jurgen, A Comedy of Justice (en), un protagoniste informé de cette omission prétend être le pape Jean XX afin d'accéder au paradis, arguant notamment que personne ne vient le contredire en réclamant concurremment ce titre.